# Yucubey de Cuitláhuac
Yucubey de Cuitláhuac är en ort i Mexiko.   Den ligger i kommunen Santiago Nuyoó och delstaten Oaxaca, i den sydöstra delen av landet, 300 km sydost om huvudstaden Mexico City. Yucubey de Cuitláhuac ligger 2 048 meter över havet och antalet invånare är 109.
Terrängen runt Yucubey de Cuitláhuac är kuperad åt nordost, men åt sydväst är den bergig. Runt Yucubey de Cuitláhuac är det ganska tätbefolkat, med 72 invånare per kvadratkilometer. Närmaste större samhälle är Villa Chalcatongo de Hidalgo, 17,7 km öster om Yucubey de Cuitláhuac. Trakten runt Yucubey de Cuitláhuac består i huvudsak av gräsmarker.